# Lourenço de Almeida (capitão-mor)
D. Lourenço de Almeida (Martim, c. 1480 – Chaul, Março de 1508) foi um capitão-mor de Portugal.

## Biografia
Único filho varão do vice-rei D. Francisco de Almeida e de Brites Pereira, seguiu atentamente as pisadas do pai. O "diabo louro" como era chamado, era um moço esbelto e com cerca de dois metros de altura, o que fazia de Lourenço uma das mais altas personagens do reino. Estreou-se nas lides militares em Tânger, onde combateu em 1501.
Ulteriormente, tornou-se capitão da marinha, ao serviço do pai e, em 1505, foi incumbido por ele da missão de interceptar uma frota moura, carregada de especiarias, que singrava pelo Índico. Por causa de uma tempestade, a sua embarcação desgarrou-se da rota pretendida, acabando por aportar no Ceilão, na cidade de Galle.
Foi o primeiro português a alcançar esta ilha, tendo mantido relações comerciais amistosas e cordiais com Dharmaparakrama Bahu (1484–1514), o rei de Cota, a quem inclusive chegou a oferecer protecção militar, em troca de um tributo anual, pago em canela (uma especiaria de alto valor de revenda na Europa à época).
Este foi o primeiro passo dado rumo à consolidação do predomínio comercial e político lusitano naquela região, tendo culminado em 1518, quando o rei de Cote outorgou aos portugueses a autorização para erigir um forte na cidade de Colombo, bem como um rol de concessões especiais, que lhes conferiam o direito a exercer actividades comerciais na ilha. Destarte, o Ceilão passou a integrar a esfera de influência colonial de Lisboa, tendo aí permanecido até meados do séc. XVII.
Por essa altura, acompanhou as forças de seu pai e em 24 de julho de 1505, conquistaram Quíloa.
Foi, em seguida, enviado pelo pai, em 1506, para submeter o samorim de Calecute, que ameaçara insurgir-se contra a presença portuguesa na Costa do Malabar, tendo conseguido derrotá-lo na batalha de Cananor, apesar de significativa inferioridade numérica das forças portuguesas.
Dois anos mais tarde, em Janeiro de 1508, encontrando-se ao comando de duas frotas, incumbidas de defender as feitorias de Cochim e Cananor, foi surpreendido, junto de Chaul, por uma fragata mancomunada pelos mamelucos egípcios e por forças indianas, chefiada pelo chamado Mirocém. Travou-se então a batalha de Chaul, em sede da qual Lourenço viria a ser derrotado, tendo comandado os seus homens até morrer. A fim de dar às suas tropas a ansa para poder bater em retirada, Lourenço de Almeida ordenou que a sua embarcação ficasse para trás, na retranca, a conter o ataque dos inimigos. A embarcação acabou por soçobrar, tendo Lourenço perecido dos ferimentos sofridos em combate. Lourenço, visível numa armadura brilhante, era um alvo fácil. A bala de um canhão cortou sua perna na coxa. Começou uma hemorragia incontrolável. Ainda consciente, mas com a vida se esvaindo, ele pediu para que o sentassem numa cadeira ao pé do mastro. Logo depois, outro tiro esmagou-lhe o peito e o matou. Seu criado, Lourenço Freire, inclinando-se sobre seu capitão caído e chorando, foi morto ao seu lado. De acordo com Camões, terá sido alvejado por dois pelouros, o primeiro despedaçou-lhe uma perna e o segundo tê-lo-á morto imediatamente.
A vontade de vingar a sua morte levou o seu pai, D. Francisco de Almeida, a desobedecer à vontade do rei, recusando-se a pôr termo ao fim do seu mandato como vice-rei em 1509, e a passar o testemunho a Afonso de Albuquerque, enquanto não se vingasse de Mirocém. Assim, apresou a frota de Afonso de Albuquerque, e a 3 de Fevereiro de 1509 investiu ferozmente sobre Mirocém, que contava ainda com uma frota engrossada pelas hostes do Sultanato Burji do Egipto, do Império Otomano e do sultão de Guzarate, naquela que veio a ser denominada como a Batalha de Diu. Sagrando-se vitorioso, Francisco de Almeida conseguiu, dum só hausto, cimentar o domínio português no Índico.
A morte de Lourenço de Almeida foi ulteriormente citada por Luís de Camões, como um dos exemplos maiores do heroísmo português, no seu épico, Os Lusíadas, no canto X (estrofes 29 a 32).